# Kapra
Pour le village kosovar, voir Kapra (Dragaš).
Pour l’article ayant un titre homophone, voir Capra.
Kapra est une ville située dans l'État du Télangana, en Inde.